# Il prezzo dei soldi
Il prezzo dei soldi è un libro di Petros Markarīs pubblicato in Italia nel 2017 da La nave di Teseo.
È un romanzo della serie dedicata al commissario Kostas Charitos.

## Trama
La crisi economica in Grecia sembra superata e il commissario Charitos si trova a indagare sull'assassinio di un funzionario del Ministero del Commercio implicato in numerosi illeciti.

## Edizioni
- Petros Markarīs, Il prezzo dei soldi, traduzione di Andrea Di Gregorio, La nave di Teseo, 2017,  pp. 326, ISBN 978-88-9344-162-9.